# Зігфрід Вупперманн
Отто Йозеф Зігфрід Вупперманн (нім. Otto Joseph Siegfried Wuppermann; 15 грудня 1916, Берлін — 15 квітня 2005, Оснабрюк) — німецький офіцер, капітан-лейтенант крігсмаріне, капітан-цур-зее резерву бундесмаріне. Кавалер Лицарського хреста Залізного хреста з дубовим листям.

## Біографія
В 1936 році вступив на флот. З лютого 1939 року — командир торпедного катера S-25, потім S-60. В березні-червні 1941 року пошкодив 4 есмінця, 11 міноносець, 1 підводний човен і 5 допоміжних суден. Потім командував катером S-56 на Середземному морі. З вересня 1943 по лютий 1944 року — командир 21-ї, з грудня 1943 року по лютий 1944 року — 22-ї флотилії торпедних катерів. З березня 1945 року — командир 1-ї дивізії торпедних катерів. В травні 1945 року взятий в полон британськими військами. В 1946 році звільнений

## Звання
- Кандидат в офіцери (3 квітня 1936)
- Морський кадет (вересень 1936)
- Обер-матрос (жовтень 1936)
- Обер-штабс-матрос (січень 1937)
- Фенріх-цур-зее (травень 1937)
- Обер-фенріх-цур-зее (липень 1938)
- Лейтенант-цур-зее (жовтень 1938)
- Оберлейтенант-цур-зее (жовтень 1940)
- Капітан-лейтенант (квітень 1943)

## Нагороди
- Залізний хрест
  - 2-го класу (20 квітня 1940)
  - 1-го класу (28 травня 1940)
- Нагрудний знак торпедних катерів з діамантами
  - знак (16 грудня 1940)
  - діаманти (14 квітня або 10 червня 1943)
- Двічі відзначений у Вермахтберіхт (9 березня і 20 червня 1941)
- Лицарський хрест Залізного хреста з дубовим листям
  - лицарський хрест (3 серпня 1941)
  - дубове листя (№ 226; 14 квітня 1943)
- Хрест «За військову доблесть» (Італія)
- Медаль «За військову доблесть» (Італія)
  - бронзова (21 травня 1942)
  - срібна (24 січня 1943)
- Медаль «За італо-німецьку кампанію в Африці» (5 грудня 1942)